# Little Waltham
Pour les articles homonymes, voir Waltham.
Little Waltham est un village et une paroisse civile de l'Essex, en Angleterre.